# Brahima Traoré (football)
Ne doit pas être confondu avec Brahima Traoré, Ibrahima Traoré, Ibrahim Traoré ou Ibrahim Traoré (football).
Brahima Traoré (né le 24 février 1974 en République de Haute-Volta, (aujourd'hui Burkina Faso) est un footballeur international burkinabé, qui évoluait au poste de milieu de terrain, avant de devenir entraîneur. il est l'actuel entraîneur de l'équipe du Burkina Faso des moins de 17 ans.

## Biographie

### Carrière de joueur

#### En club
Brahima Traoré commence le football tout jeune au Burkina Faso. Il est formé dès la catégorie des minimes par un entraîneur expérimenté, Jean Bandé dit Kakoko. Il gravit les échelons de cadets à junior en remportant plusieurs trophées dans la ville de Ouagadougou.
Alors qui'l était dans la catégorie Junior, il fut  « drafté » avec les seniors de l'Union sportive de Ouagadougou (USO). C'est le déclic. Le 16 janvier 1993, Brahima Traoré marque un quintuplé (5 buts) contre l'ASEC Koudougou.
Il termine meilleur buteur de la saison 1992-1993, avec 15 buts.

A la saison, 1993-94, il est transféré à l’Union sportive des Forces armées (USFA) où il réalise une bonne saison. Puis en à la saison sportive 1994-1995, il rejoint les rangs de l’Association Faso Yennenga (ASFA-Y). Un accord est trouvé entre le FC Bressuire et ce club champion en titre du Burkina. Brahima s’envole en compagnie de Seydou Traoré, son compère de l’attaque à l’ASFA-Y. Il y reste pendant trois ans avant de faire le grand saut pour le club Al-Dhaid SC aux Émirats arabes unis.

#### En sélection
Avec l'équipe du Burkina Faso, il dispute 29 matchs (pour deux buts inscrits) entre 1992 et 2000.
Il figure notamment dans le groupe des sélectionnés lors des Coupes d'Afrique des nations de 1996, de 1998 et de 2000.

### Carrière d'entraîneur
Brahima Traoré est nommé sélectionneur de l'équipe nationale du Burkina des moins de 17 ans, le 8 novembre 2021. En vue de préparer son équipe pour la phase finale de la coupe d'Afrique des Nations de football des moins de 17 ans en Algérie, Brahima Traoré et son adjoint Mamadou Zongo dit Bebeto font un regroupement avec 25 joueurs sélectionnés au Centre omnisports des Etalons. En quart de finale, l’équipe des moins de 17 ans du Burkina Faso bat le Cameroun 2-1. Mais elle est bloquée en demi-finale par le Sénégal, vainqueur du tournoi dans la séance fatidique des tirs au but 4-5. Le score au temps réglementaire était de 1-1. En match de classement, le 17 mai 2023, les Etalons cadets battent le Mali 2-1 et remportent la médaille de bronze. Ils s’offrent, en compagnie du Sénégal et du Maroc, le ticket pour la coupe du monde de football des moins de 17 ans qui se jouera du 10 novembre au 2 décembre 2023 en Indonésie.
Son équipe décroche la médaille de bronze à la coupe d'Afrique des moins de 17 ans en Algérie. Ils sont reçus en audience, le 22 mai 2023, par le Capitaine Ibrahim Traoré, président de la Transition du Burkina Faso.
L’attaquant du Burkina, Souleymane Alio est nommé meilleur joueur du tournoi

## Palmarès

### En tant que joueur
Vainqueur du Tournoi Black Star avec l'équipe nationale du Burkina Faso en 1993
Quatrième à la Coupe d'Afrique des Nations de football 1998 au Burkina Faso

## Distinctions personnelles et records
Meilleur buteur du championnat du Burkina Faso de football 1992-93,